# Stazione di Macerata Università
La stazione di Macerata Università è una fermata ferroviaria posta sulla linea Civitanova Marche-Fabriano. Inaugurata il 29 luglio 2020, entra in funzione il 4 ottobre dello stesso anno a servizio del Polo "Luigi Bertelli" dell'Università degli studi di Macerata e dei quartieri Vallebona e Vergini.